# بخش شمالی دهلی
بخش شمالی دهلی (به انگلیسی: North Delhi) یک بخش در هند است که در دهلی واقع شده‌است. بخش شمالی دهلی ۵۹ کیلومتر مربع مساحت دارد ۲۱۳ متر بالاتر از سطح دریا واقع شده‌است.